# Янкин, Евгений Васильевич
Евгений Васильевич Янкин — специалист в области проектирования и строительства радиотехнических объектов, лауреат Государственной премии СССР (1974).

## Биография
Окончил Московский политехникум связи им. Подбельского (1946) и ВЗЭИС (1957).
С 1946 г. старший техник, инженер в Государственном проектном институте Министерства связи. Участвовал в проектировании объектов в Белграде (Югославия) и Баренцбурге (Шпицберген), а также в модернизации ранее построенных объектов.
С 1951 г. работал в Радиотехническом институте им. академика Минца: старший инженер, зам. начальника отдела, начальник научно-исследовательского отдела, советник генерального директора.
Участвовал в проектировании и сооружении радиолокационных объектов различных систем на базе РЛС.
Лауреат Государственной премии СССР (1974). Заслуженный машиностроитель РФ (1997). Награждён орденами Ленина (1971), «Знак Почёта» (1956), Октябрьской революции (1985).